# FC Oulu
FC Oulu was een Finse voetbalclub uit de stad Oulu. 
De club werd in 1992 na een fusie tussen OTP Oulu en OLS Oulu opgericht. Omdat OTP het seizoen ervoor in de hoogste klasse speelde, mocht FC Oulu daar starten. De club werd voorlaatste met één punt voorsprong op KuPS Kuopio en moest een play-off spelen tegen de tweedeklasser FinnPa Helsinki. Na een gelijkspel thuis verloor de club uit met 1-0 en degradeerde. 
In de tweede klasse werd de club vierde en speelde de eindronde met de laatste vier uit de eerste klasse. De zes besten plaatsten zich voor de hoogste klasse, die met twee clubs uitgebreid werd. Oulu werd vijfde en promoveerde zo terug. In 1994 werd de club voorlaatste en degradeerde opnieuw. FC Oulu trok zich terug en hield op te bestaan. De fusie werd ontbonden en OTP en OLS gingen elk weer hun eigen weg. 

## Bekende (oud-)spelers
- Vesa Tauriainen (1992)
- Panu Toivonen (1993)
- Aarno Turpeinen (1992)